# Bouillac, Dordogne
Bouillac (trong tiếng Occitan Bolhac) là một xã của Pháp, nằm ở tỉnh Dordogne trong vùng Aquitaine của Pháp. Xã này có diện tích 12,34 km2, dân số năm 2007 là 121 người. Xã nằm ở khu vực có độ cao trung bình 150 m trên mực nước biển.

## Hành chính
| Danh sách các xã trưởng                |             |                   |                  |          |
| Giai đoạn                              | Giai đoạn   | Tên               | Đảng             | Tư cách  |
| tháng 3 năm 2001                       | đương nhiệm | Paul-Mary Delfour | không chính thức | nông dân |
| Tất cả các dữ liệu trước đây không rõ. |             |                   |                  |          |

## Thông tin nhân khẩu
| Năm    | 1962 | 1968 | 1975 | 1982 | 1990 | 1999 | 2007 | 2012 |
| ------ | ---- | ---- | ---- | ---- | ---- | ---- | ---- | ---- |
| Dân số | 131  | 139  | 115  | 97   | 114  | 119  | 121  | 130  |